# Mitte (Braunschweig)
| Stadtbezirk Mitte Stadt Braunschweig        | Stadtbezirk Mitte Stadt Braunschweig |
| ------------------------------------------- | ------------------------------------ |
| Lage des Stadtbezirks Mitte in Braunschweig |                                      |
| Bezirksbürgermeisterin:                     | Jutta Plinke (Grüne)                 |
| Stadtbezirk:                                | Nr. 130                              |
| Einwohner:                                  | 27.350 (31. Dez. 2020)               |
| Fläche:                                     |                                      |
| Bevölkerungsdichte:                         |                                      |
| Postleitzahlen:                             | 38100, 38102, 38126, 38124           |

Mitte ist ein Stadtbezirk der Stadt Braunschweig, der am 1. Oktober 2021 neu gegründet wurde. Er entstand durch die Zusammenlegung der bisherigen Stadtbezirke Innenstadt und Viewegsgarten-Bebelhof, aufgrund einer kommunalpolitisch beabsichtigten Verringerung der Anzahl an Stadtbezirken.
Er hat die amtliche Nummer 130. Der Bezirk hat 27.350 Einwohner.

## Politik

### Stadtbezirksrat
Der Stadtbezirksrat Mitte setzt sich wie folgt zusammen:
| Jahr | CDU | SPD | Grüne | FDP | Die Linke | AfD | BIBS | Gesamt   | Stand                              |
| ---- | --- | --- | ----- | --- | --------- | --- | ---- | -------- | ---------------------------------- |
| 2021 | 4   | 5   | 6     | 1   | 1         | 1   | 1    | 19 Sitze | Kommunalwahl am 12. September 2021 |

Bezirksbürgermeisterin von Braunschweig-Mitte ist Jutta Plinke (Bündnis 90/Die Grünen). Stellvertretende Bezirksbürgermeister sind Gerrit Stühmeier (CDU) und Philip Brakel (SPD).

## Statistische Bezirke
Im Stadtbezirk befinden sich folgende statistische Bezirke:
- Stadtkern (Nr. 01) mit der Altstadt und dem Sack
- Hagen (Nr. 02)
- Altewiek (Nr. 03)
- Hohetor (Nr. 04)
- Neustadt (Nr. 05)
- Viewegs Garten (Nr. 09)
- Bürgerpark (Nr. 10)
- Hauptfriedhof (Nr. 20)
- Hauptbahnhof (Nr. 21)
- Bebelhof (Nr. 22)
- Zuckerberg (Nr. 23)
- Mastbruch (Nr. 51)